# Кастел Ламбро (Павија)
Кастел Ламбро је насеље у Италији у округу Павија, региону Ломбардија.
Према процени из 2011. у насељу је живело 264 становника. Насеље се налази на надморској висини од 81 м.